# Les Casablancais
Pour plus de détails, voir Fiche technique et Distribution.
Les Casablancais est un film marocain réalisé par Abdelkader Lagtaâ, sorti en 1999.

## Synopsis
À Casablanca, les portraits croisés d'un libraire, d'une jeune institutrice et d'un écolier.

## Fiche technique
- Titre : Les Casablancais
- Réalisation : Abdelkader Lagtaâ
- Scénario : Abdelkader Lagtaâ
- Musique : Robert Marcel Lepage
- Photographie : Michel La Veaux
- Montage : Marine Deleu
- Production : Ian Boyd et Freddy Denaës
- Société de production : Écrans du Maroc, Les Films de l'Île et POM Films
- Société de distribution : POM Films (France)
- Pays de production :  Maroc,  France et  Canada
- Genre : Drame
- Durée : 87 minutes
- Date de sortie : 
  - France : 2 juin 1999

## Distribution
- Aziz Saâdallah : Mostafa
- Khadija Assas : Hourya
- Salah Benmoussa : le mokaddem
- Mohamed Benbrahim : Omar
- Amine Kably : Kamal
- Karina Aktouf : Saloua
- Saïda Jawad : Fifi

## Accueil
Jean-Michel Frodon pour Le Monde évoque « une démonstration si appuyée qu'elle n'inspire ni émotion ni réflexion ». Jacques Morice pour Télérama livre une critique négative et décrit le film comme « inégalement interprété, approximatif dans sa mise en scène ».